# An-Nasira (Idlib)
An-Nasira (arab. الناصرة) – wieś w Syrii, w muhafazie Idlib. W 2004 roku liczyła 128 mieszkańców.